# محوطه روناسر
محوطه روناسر مربوط به هزاره اول قبل از میلاد است و در شهرستان طالقان، روستای زیدشت واقع شده و این اثر در تاریخ ۱۲ بهمن ۱۳۸۱ با شمارهٔ ثبت ۷۰۸۸ به‌عنوان یکی از آثار ملی ایران به ثبت رسیده است.